# Jean-Patrice Brosse
Jean-Patrice Bernard Simon Brosse (Le Mans, 23 giugno 1950 – Saint-Ouen-de-Sécherouvre, 22 settembre 2021) è stato un clavicembalista e organista francese, interprete in particolare della musica barocca su strumenti d'epoca.

## Biografia
Studia organo, clavicembalo, musica da camera, prima nei conservatori francesi, poi in Italia, presso l'Accademia Chigiana di Siena; allo stesso tempo frequenta il corso di architettura all'École nationale supérieure des beaux-arts di Parigi.
Inizia l'attività concertistica a ventitré anni, con una tournée negli Stati Uniti d'America e in America del Sud; entra quindi, come organista e clavicembalista, prima nell'ensemble Ars Antiqua de Paris e nell'Orchestra della Radio, in seguito nell'Ensemble Orchestral de Paris e nell'Orchestre de chambre de Toulouse.
Collabora poi con numerosi artisti, sia strumentisti che cantanti, e con grandi orchestre internazionali (Orchestra Filarmonica di Monte Carlo, Orchestra Sinfonica Nazionale della RAI, Orchestre Philharmonique de Radio France).
Costituisce un proprio ensemble, il Concerto rococo, che approfondisce lo studio e l'interpretazione con strumenti antichi della musica del XVIII secolo, (Bach, Schobert, Corrette, Mozart, Soler, Haydn). Si dedica anche alla ricerca e al recupero della musica liturgica barocca per organo e del canto gregoriano.
Come solista, concertista e musicista da camera, partecipa a prestigiosi festival internazionali, tenendo anche conferenze e corsi di perfezionamento. È docente di organo barocco e clavicembalo all'École Normale de Musique di Parigi.
Jean-Patrice Brosse ha realizzato numerose incisioni discografiche. Nel suo repertorio hanno un maggior rilievo i compositori francesi, (Michel Corrette, Claude Balbastre, Armand-Louis Couperin, Joseph-Nicolas-Pancrace Royer, Simon Simon, Jacques Duphly).
Sul tema della musica francese per clavicembalo nel XVIII secolo ha pubblicato il libro Le Clavecin des Lumières, e ha portato sulle scene teatrali diverse rappresentazioni, unendo musica e testi letterari: Le soir des lumières con l'attrice Françoise Fabian, Mozart et le clavecin des lumières, e Musique et poésie con Marie-Christine Barrault .

## Discografia
- 1989 - Le Siècle d'or du clavecin (Disques Pierre Verany)
- 1990 - Bach: Clavierübung III (Disques Pierre Verany)
- 1993 - Le Clavecin au siècle des lumieres (Disques Pierre Verany)
- 1993 - Le Clavecin au siècle de Louis XIV (Disques Pierre Verany)
- 1993 - Antonio Soler -  Quintettes (Disques Pierre Verany)
- 1995 - J.S.Bach Concertos pour orgue (Disques Pierre Verany)
- 1995 - Le clavecin français (Disques Pierre Verany)
- 1999 - Soler: Quintets for harpsichord and strings (Disques Pierre Verany)
- 1999 - Balbastre Pieces de clavecin (Disques Pierre Verany)
- 2002 - Messes & Vêspres au Siècle des Lumières, Jean-Patrice Brosse e Concerto Rococo (Disques Pierre Verany)
- 2002 - Corrette - Premier Livre de Clavecin (Disques Pierre Verany)
- 2004 - Duphly - Deuxième Livre de pièces de clavecin (Disques Pierre Verany)
- 2004 - Duphly - Troisième et quatrième Livre de pièces declavecin (Disques Pierre Verany)